# M93 (Mine)
Die M93 ist eine moderne amerikanische Panzerabwehrmine die in mehreren Versionen gebaut wird.
Sie wurde ab 1987 von Honeywell Defense Systems and Textron Inc. entwickelt und gehört zu den Smart Weapons. Der Auftrag der US-Armee dazu erfolgte 1986, wobei die genauen Parameter erst 1990 festgelegt wurden. 1997 wurde die Entwicklungsphase abgeschlossen und seit 1999 wird die Mine an die Streitkräfte ausgeliefert. Die Waffe wird auch in Israel unter Lizenz hergestellt.
Die M93 verwendet sowohl seismische als auch akustische Sensoren, um ihre Umgebung zu überwachen und Ziele zu erkennen, zu orten und zu klassifizieren. Wenn ein geeignetes Ziel erkannt wird, richtet sich die Mine grob auf das Ziel aus und startet eine per Infrarot in das Ziel gelenkte Submunition. Von dieser wird das Ziel von oben mit einer Hohlladung bekämpft, was aus bis zu 100 Metern Entfernung erfolgen kann. Die etwa 16 kg schwere Mine zerstört sich nach einer einstellbaren Zeit zwischen 4 Stunden und 30 Tagen selbst.
Von der Mine gibt es vier Versionen. Die einfachste wird per Hand verlegt und kann nicht wieder aufgenommen werden. Die zweite Version kann per Fernsteuerung (mit 2 km Reichweite) geschärft und entschärft, sowie wiederaufgenommen werden. Die dritte verbesserte Version kann auch Lkw und Schützenpanzer mit Rädern (statt Ketten) erkennen und ist gegen Gegenmaßnahmen unempfindlich. Die vierte Version kann per Flugzeug oder Rakete verlegt werden.